# Loretánské náměstí
Loretánské náměstí je veřejné prostranství, které se nalézá na pražských Hradčanech v městské části Praha 1. Svůj název dostalo od Pražské Lorety, která se nachází na jeho východní straně.

## Historie

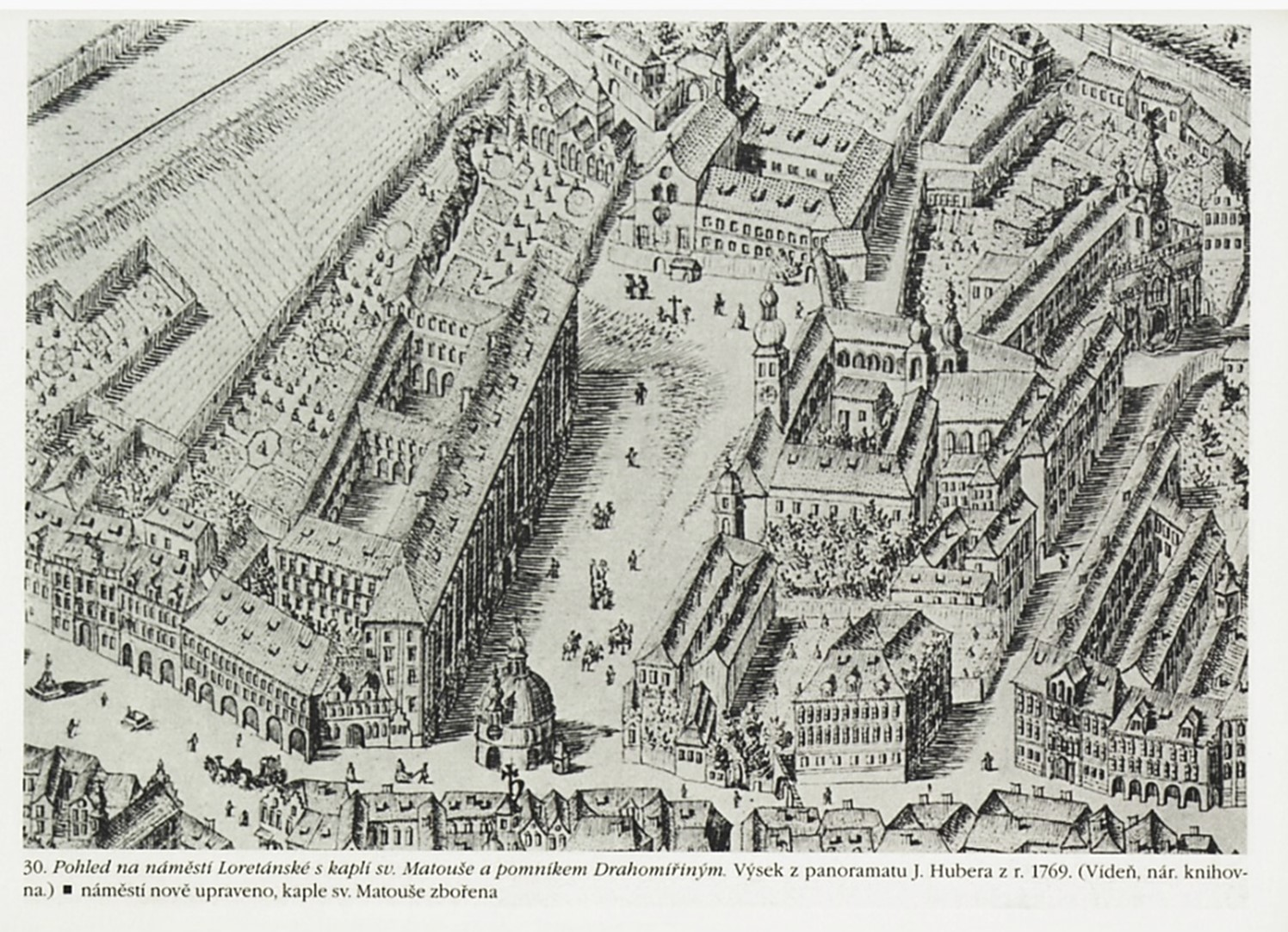
Loretánské náměstí s kaplí sv. Matouše na prospektu Prahy Josefa Daniela Hubera, (1769)

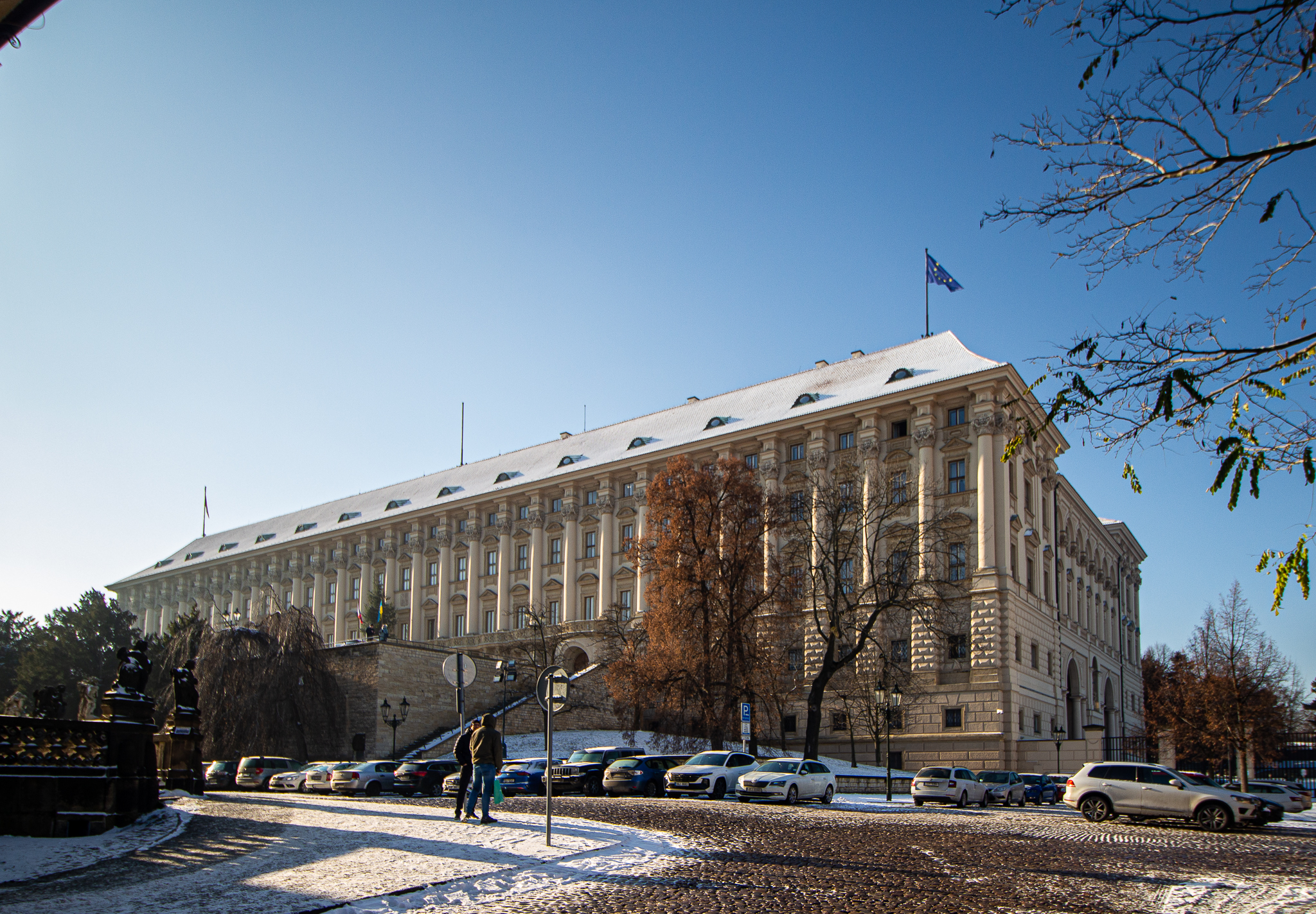
Budova Černínského paláce zaujímá téměř celou západní stranu náměstí

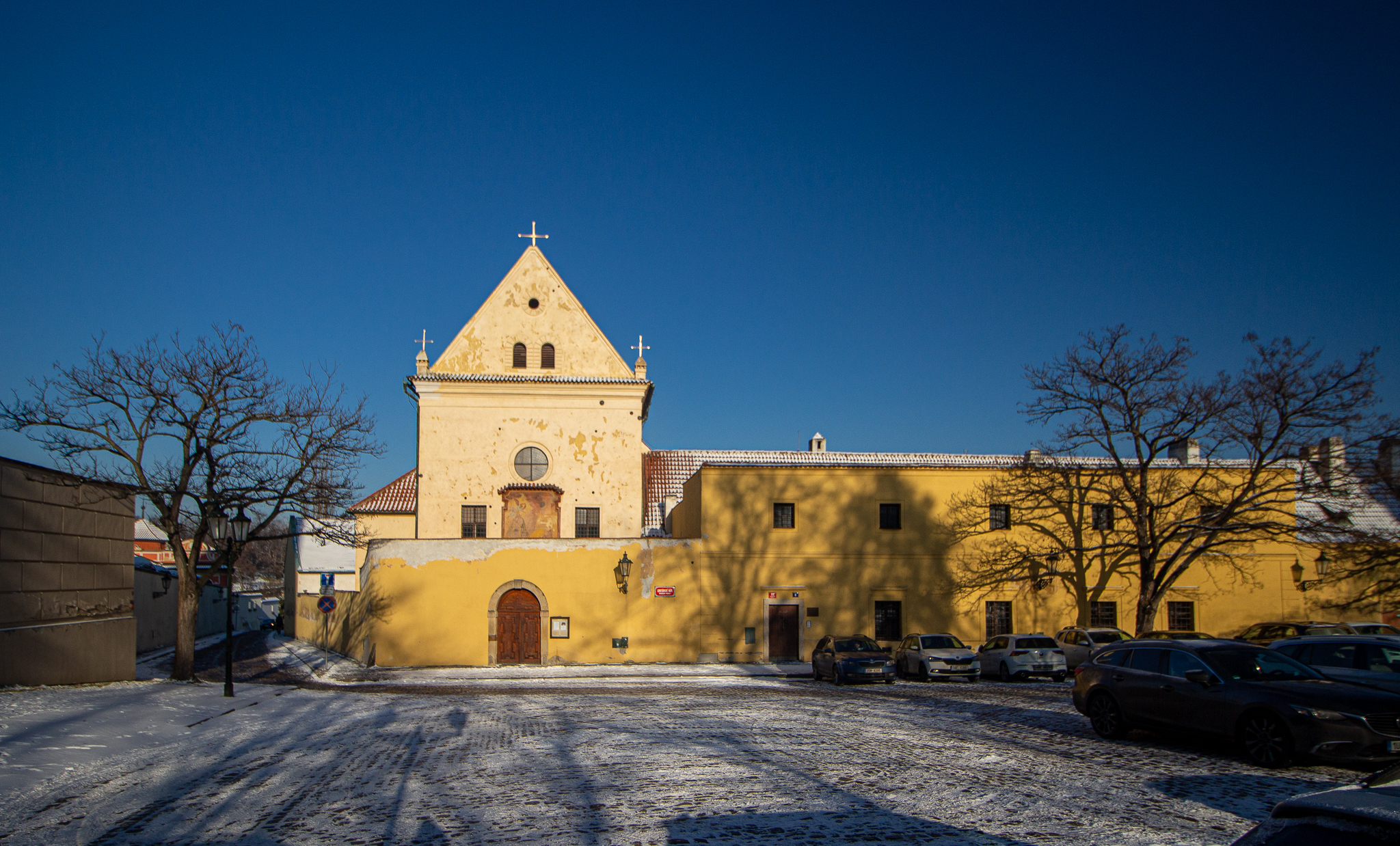
Kapucínský klášter na severní straně náměstí

V raném středověku a v následujících obdobích zde bylo pohřebiště, ve vrcholném středověku tržiště. Na východní straně byly ve 14. století vytyčeny parcely obytných domů a stál zde mj. dům čp. 100/IV architekta a sochaře Petra Parléře. V roce 1600 zde císař Rudolf II. rozsáhlé pozemky daroval kapucínům, kteří vystavěli Loretánskou kapli a náměstí se stalo poutním místem. Současná konfigurace budov náměstí vznikla teprve ve vrcholném baroku po roce 1700 vybudováním mohutného Černínského paláce na západní straně, výstavbou kaple sv. Matouše a pomníku kněžny Drahomíry, které zachytil v roce 1769 Huberův plán Prahy. Kaple byla roku 1797 zbořena. Terén náměstí byl z větší části zplanýrován až podle projektu Pavla Janáka ve 30. letech 20. století.

## Významné objekty

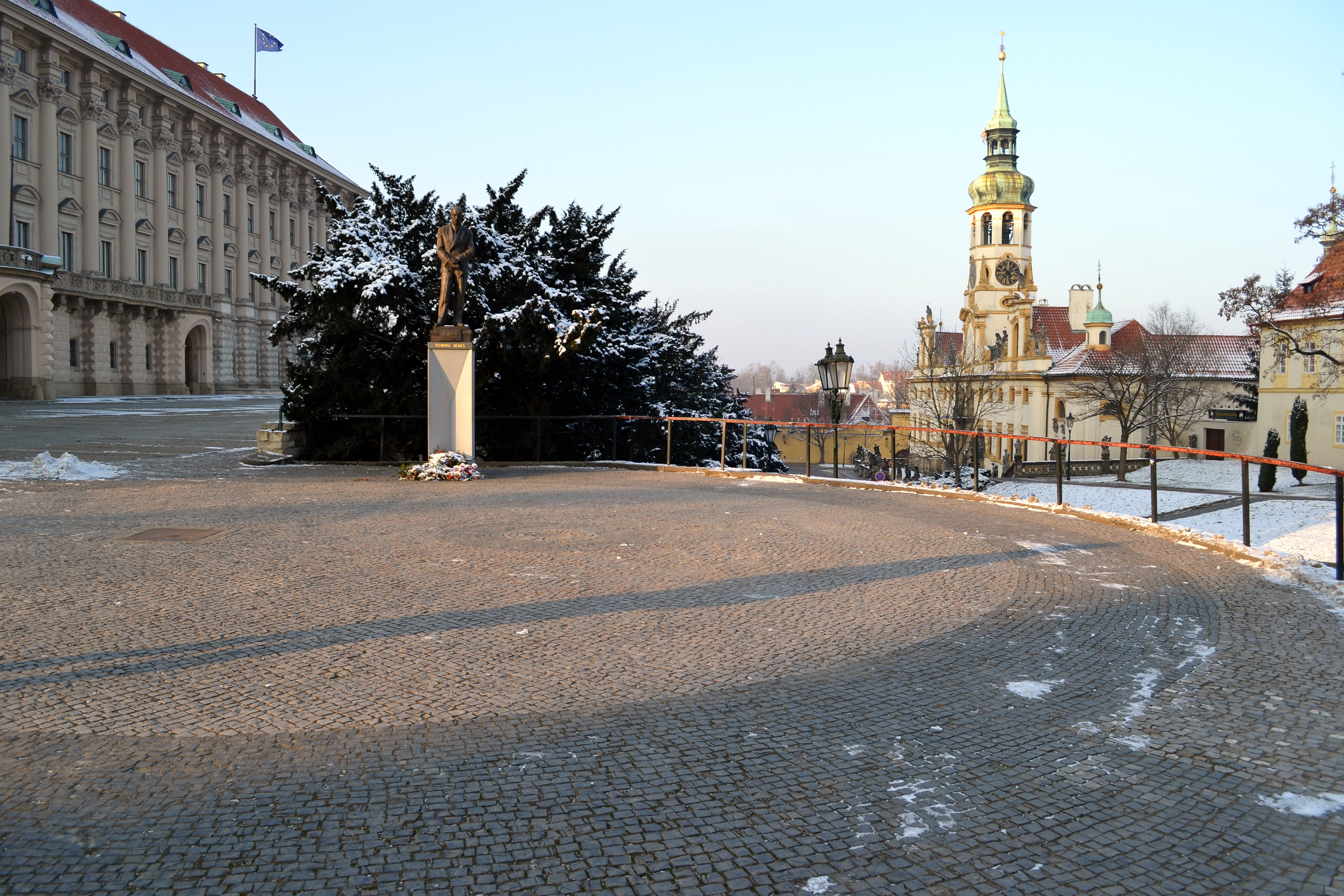
Náměstí se sochou E. Beneše, vlevo Černínský palác

- Na vyvýšené plošině náměstí, na místě bývalé kaple svatého Matouše, kterou v roce 1725 projektoval František Maxmilián Kaňka,[3] byla v roce 2005 vztyčena bronzová kopie sochy Edvarda Beneše od sochaře Karla Dvořáka.[4] Téměř celou západní stranu náměstí tvoří barokní budova Černínského paláce, v něm dnes sídlí Ministerstvo zahraničních věcí České republiky. Před Černínským palácem se nachází terasa s rozlehlým parkovištěm.
- Na severní straně kostel Panny Marie Andělské s přilehlým klášterem řádu kapucínů čp. 99/IV a k němu přináležející zahradou s tzv. domečkem, v 50. letech 20. století vyšetřovnou StB.
- Jižní stranu náměstí uzavírá Loretánská ulice vedoucí z Pohořelce na Hradčanské náměstí a Pražský hrad s řadou historických domů a podloubím.
- Východní část náměstí před Loretou má parkovou úpravu (železný kříž s nástroji Kristova umučení tam údajně připomíná jedno z možných míst smrti kněžny Drahomíry, matky sv. Václava). Na této straně náměstí se nachází někdejší Černínská jízdárna.
- V severozápadním cípu Loretánského náměstí, pod terasou parkoviště, je vchod do Černínské zahrady.
- Loretánské náměstí 1 -  pivnice U Černého vola, která ze svého zisku podporuje Školu Jaroslava Ježka pro zrakově postižené.[5]
- Dům U Drahomířina sloupu nebo U zlaté koule čp. 108/IV, č.o. 2,  spodní trakt je vstupem obrácen do Úvozu. Čtyřpodlažní renesanční dům s podloubími, kolem roku 1900 zde byl rovněž hostinec. V domě žila Hana Benešová, manželka prezidenta Beneše. Na fasádě je její bronzová pamětní deska s reliéfem od akademického sochaře Zdeňka Preclíka. Dům po roce 2005 zakoupila společnost uhlobarona Zdeňka Bakaly s deklarovaným záměrem rekonstruovat jej pro Knihovnu Václava Havla, pro spory s obyvatelem domu byl projekt roku 2018 zamítnut.[6]
- U Pešků či U deklamatorů, čp. 109/IV, č.o. 3,  pojmenován po českém deklamátorovi Antonínovi Peschkem. Roku 1787 zde zemřel sochař  Ignác František Platzer. V 50. letech 20. století zde sídlil Výzkumný ústav matematických strojů, byl tu sestrojen a v roce 1957 úspěšně oživen první programovatelný počítač vyrobený v Československu, nazvaný SAPO.

## Zajímavost
Byla zde natočena jedna davová scéna z filmu Princ a já (2004), která se ale ve filmu odehrává v Dánsku.